# Europaplatz (Karlsruhe)
Der Europaplatz ist einer der belebtesten Plätze in Karlsruhe, er befindet sich in der westlichen Innenstadt an der Kaiserstraße. Vom Europaplatz erstreckt sich die Karlsruher Fußgängerzone nach Osten entlang der Kaiserstraße über den Marktplatz bis zum Kronenplatz.
Der Platz wird vom ehemaligen Karlsruher Hauptpostgebäude flankiert, das 1897–1900 in neubarockem Baustil erstellt wurde und in dem sich heute das Einkaufszentrum Postgalerie befindet. Auf der Gegenseite dominieren das ehemalige Schneider-Kaufhaus (später Breuninger und Saturn) und ein Kino.
Der heutige Platz befand sich ursprünglich außerhalb der Stadt direkt westlich des alten Mühlburger Tors. Nachdem dieses Anfang des 19. Jahrhunderts an den heute so bezeichneten Ort verlegt wurde, entstand 1804 bis 1808 am nun innerhalb der Stadt liegenden Platz die von Friedrich Weinbrenner gestaltete Infanteriekaserne, dessen Exerzierplatz Casernenplatz genannt wurde. 1896 wurde die Kaserne abgerissen und in die Moltkestraße verlegt (Grenadierkaserne) und stattdessen die Hauptpost errichtet.
Auf dem Platz befand sich von 1925 bis 2010 das Leibgrenadierdenkmal zum Gedenken an die badischen Leibgrenadiere, welche in der Infanteriekaserne stationiert waren. Es soll nach den Baumaßnahmen im Rahmen der Kombilösung wieder aufgebaut werden. Von 1933 bis 1945 trug der Platz den Namen Lorettoplatz, nach einer Schlacht des Ersten Weltkriegs, an dem die Leibgrenadiere teilgenommen hatten. Später hieß er Hauptpostplatz, ab 1975 Europaplatz. Ab 1979 befand sich ein Brunnen mit einem weiteren Kunstwerk, Phönix über Europa von Walter Förderer, auf dem Europaplatz, welches die werdende Einheit Europas symbolisiert. Seit 2000 steht es am Kongresszentrum.

## Verkehr
Der Europaplatz ist ein großer Straßenbahnknotenpunkt des KVV, an dem sich die Straßenbahnlinien 1, 2, 3, 4 und die Stadtbahnlinien S1/S11/S12, S2, S5 und S51 treffen.
Anfang 2010 begannen die Bauarbeiten für die Kombilösung.
| U-Bahnhof               | Straßenbahnhaltestelle |
| ----------------------- | ---------------------- |
| 1 S 1 S 11 S 2 S 5 S 51 | 2 3 4 S 12             |

### U-Bahnhof
Der U-Bahnhof Europaplatz liegt direkt unterhalb des Europaplatzes im Ost-West-Tunnel. Die beiden Gleise 3–4 liegen jeweils an einem Seitenbahnsteig. Es verkehren mehrere Linien der Stadtbahn und eine Linie der Straßenbahn. Der unterirdische Bahnhof wurde im Rahmen der Kombilösung ab 2012 erbaut und im Dezember 2021 eröffnet.

### Straßenbahnhaltestelle
Zurzeit (Stand 2022) bestehen zwei oberirdische Haltestellen, an welchen jeweils alle oberirdischen Linien halten. Die erste liegt direkt oberhalb des U-Bahnhofs auf dem Europaplatz, die andere in der Karlstraße, wenige Meter vom Europaplatz entfernt. Im Zuge der für 2023/2024 geplanten Umgestaltung des Platzes soll die Haltestelle am Europaplatz stillgelegt und die Haltestelle in der Karlstraße barrierefrei ausgebaut werden.

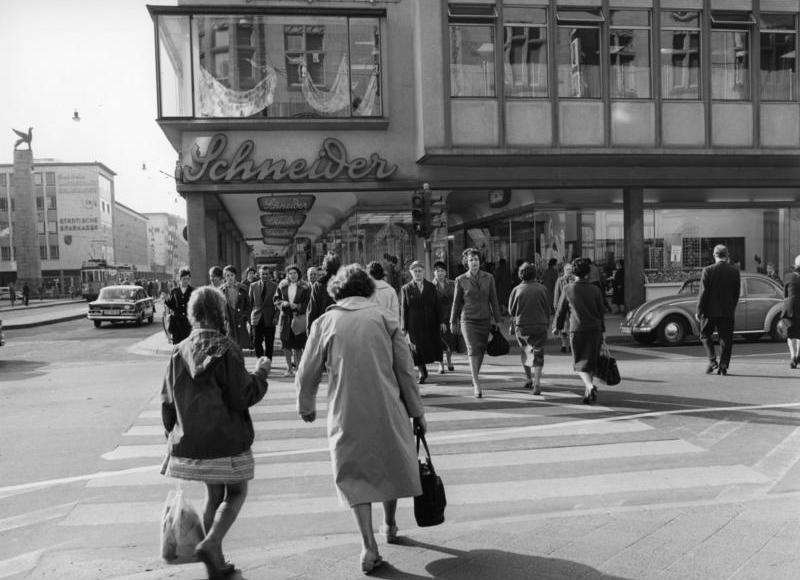
Kaufhaus Schneider 1961
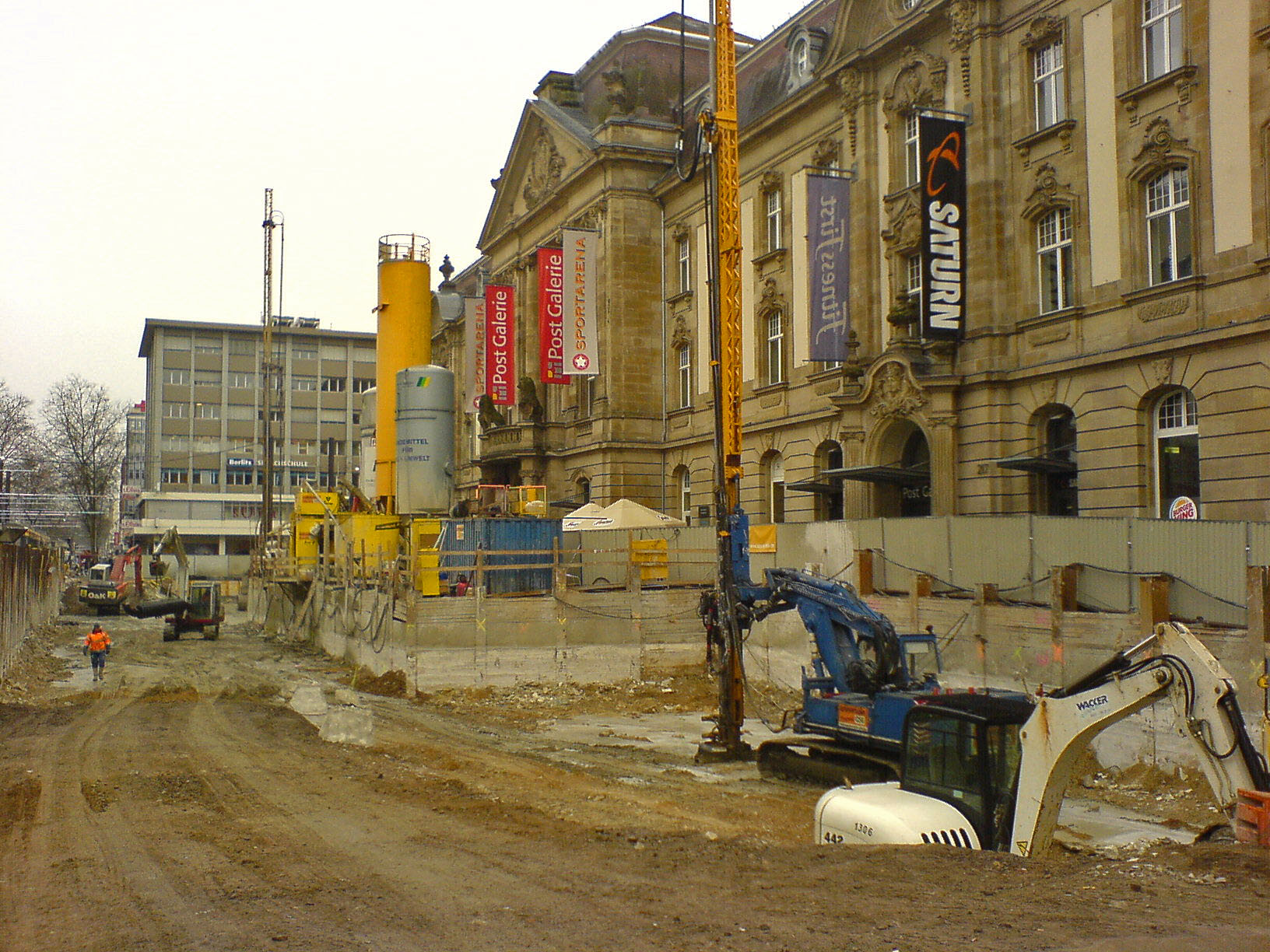
Europaplatz 2011 mit Baustelle für unterirdische Straßenbahnführung und Haltestelle (Kombilösung)